# گالوست ساهاکیان
گالوست گریگوری ساهاکیان (ارمنی: Գալուստ Գրիգորիի Սահակյան؛ ۸ آوریل ۱۹۴۹–۱۸ دسامبر ۲۰۲۲) سیاستمدار اهل ارمنستان بود. وی نماینده دوره‌های اول تا ششم مجلس ملی جمهوری ارمنستان بود.

## زندگی‌نامه
وی در ۸ آوریل ۱۹۴۹ در ایروان به دنیا آمد و از دانشکده لغت‌شناسی دانشگاه دولتی ایروان فارغ‌التحصیل گشت. وی همچنین برنده جوایزی همچون مدال مخیتار گش و مدال یادبود نخست‌وزیر ارمنستان شد. وی در ۱۸ دسامبر ۲۰۲۲ در سن ۷۳ سالگی در ایروان درگذشت.